# Сражение на Днепровских порогах

## Предыстория
После изнурительной войны с Византией Святослав Игоревич был вынужден покинуть Балканы и направиться обратно в Киев. Однако византийский император Иоанн I Цимисхий видел в нём серьёзную угрозу и решил устранить князя чужими руками. По его наущению печенежские ханы получили ресурсы и поддержку для засады на ослабленную дружину Святослава.

## Ход сражения
Игнорируя предостережения своего воеводы Свенельда о возможной засаде, Святослав Игоревич повёл свою дружину вверх по Днепру. Зиму 971/972 года русское войско провело в Белобережье, страдая от нехватки припасов и тяжёлых условий.
Весной князь двинулся дальше, но у Днепровских порогов его поджидали печенеги под предводительством хана Кури. В ожесточённой битве малочисленная русская дружина была окружена и уничтожена.
Святослав Игоревич сражался до конца, но пал в бою. Куря, следуя степной традиции, приказал сделать из его черепа ритуальную чашу, оковав её золотом — символ триумфа над сильным воином.

## Последствия
Гибель Святослава привела к междоусобной войне между его сыновьями — Ярополком, Олегом и Владимиром, временно ослабив Русь.
Византия устранила опасного противника, а печенеги укрепили своё влияние. Однако в будущем они сами столкнулись с мощью Руси и Византии.